# Fabien Horth
Fabien Horth (Saint-Mandé, 20 de julio de 1985) es un deportista francés que compitió en natación.
Ganó una medalla de bronce en el Campeonato Europeo de Natación de 2004, en la prueba de 4 × 200 m libre. Participó en los Juegos Olímpicos de Atenas 2004, ocupando el séptimo lugar en la misma prueba.

## Palmarés internacional
| Campeonato Europeo | Campeonato Europeo | Campeonato Europeo | Campeonato Europeo |
| Año                | Lugar              | Medalla            | Prueba             |
| ------------------ | ------------------ | ------------------ | ------------------ |
| 2004               | Madrid (España)    | Medalla de bronce  | 4 × 200 m libre    |